# Bratz (película)
Bratz: La película o Bratz: Mejores amigas por siempre es una película estadounidense basada en la línea de muñecas Bratz de la empresa MGA Entertainment y estrenada el 3 de agosto de 2007 en Estados Unidos, el 24 de agosto de ese mismo año en España y el 14 de septiembre en México.

## Sinopsis
Pues hasta donde su memoria alcanza, Chloe, Jade, Sasha y Yasmin han sido "Mejores Amigas Por Siempre" y respetan el estilo y los gustos de cada una. Ahora van a ir juntas al mismo instituto, dispuestas a integrarse con los demás alumnos. Sin embargo, nada más llegar, descubren que toda la escuela está estrictamente organizada en grupos (o pandillas) y que no conviven entre ellos. Estos grupos son formados por Meredith, la egocéntrica y terrible hija del director y presidenta del grupo estudiantil. Sasha, Chloe y Jade, pronto hacen nuevas amistades con sus compañeros, pero Yasmin, debido a su timidez no tiene tanta suerte y no puede entrar al coro escolar. A la hora del almuerzo, Meredith trata de colocarlas en sus respectivos grupos, pero las amigas se niegan y se sientan juntas, provocando el enojo de Meredith. Sin embargo, los nuevos amigos de Jade, Sasha y Chloe, las invitan a unirse a sus respectivas mesas, haciendo que Yasmin se quede sola. Durante el curso, las cuatro amigas tratan de estar juntas como siempre lo hacían, pero debido a sus diferentes horarios y actividades no llegan a coincidir y finalmente terminan separadas...
Dos años después, cada una ha tomado su rumbo. Sasha con las Animadoras, Jade con los Nerds y Chloe con las Futbolistas; Yasmin llega sola al instituto. Durante el almuerzo, Meredith ve a su compañero Cameron hablarle a Chloe, por lo que envía a su perrita Paris a interrumpirlos. La perrita hace que Chloe pierda el equilibrio y tire su bandeja del almuerzo, la cual termina en la cabeza de Jade y se inicia una "guerra de comida" que concluye con las cuatro amigas castigadas por romper un busto del director. Tras una breve pero fuerte discusión entre ellas, Yasmin les hace ver que todas se echan de menos, se reconcilian y deciden luchar para seguir siendo ellas mismas. Meredith las observa furiosa desde una cámara de seguridad y jura que su "reino" no será alterado bajo ninguna circunstancia.
Pasan los días y Meredith organiza su fiesta de cumpleaños, invitando a todos los alumnos del instituto, a excepción de aquellos que no estén en una pandilla. Sasha, Yasmin, Jade y Chloe deciden no asistir. Chloe llega a su casa y ve que su madre se había quedado dormida preparando un enorme banquete para una fiesta por lo que reúne a sus amigas para ayudarla, ellas al principio se niegan pero después aceptan y juntas terminan de preparar los platillos, sin embargo, surge un problema, cuando su madre les dice que irá a trabajar en la fiesta de Meredith y se ha quedado sin meseros. Ellas se ofrecen a ir pero terminan vestidas con ridículos trajes de payasos; afortunadamente, Jade toma el control de la situación y diseña llamativos trajes. La fiesta transcurre con normalidad, hasta que Meredith hace su show y cínicamente invita a Yasmin al escenario a cantar; obviamente ella se paraliza de miedo y sale corriendo, haciendo que Meredith se burle, exhibiendo un video privado de Yasmin cantando "La cucaracha". Dylan se percata de sus intenciones e invita a los demás a bailar la canción para salvar a su amiga. Al ver que su intento de humillación fue frustrado, Meredith trata de llamar la atención de todos haciendo un acto de magia y cambia su vestido, sin embargo es en ese mismo momento que nota su gran impopularidad entre los estudiantes al quedarse todos callados cuando ella pregunta si la adoran.
Cameron hace un nuevo intento por acercarse a Chloe, pero Meredith llega montada en su elefante a interrumpirlos nuevamente y humilla a la joven. Cameron, harto de ella, la ignora y se aleja; al tratar de seguirlo, Meredith choca con Jade y aterriza en el pastel haciendo que todos los invitados se rían divertidos. Meredith, furiosa, trata de regresarlos a sus respectivas mesas, pero resbala de nuevo y tira a sus amigas Queen y Avery a la piscina. El elefante, también harto de la chica, empuja a Meredith con su trompa y también cae al agua. Ahí es cuando Meredith corre a todos de su casa y llama "mocosas" (Bratz en inglés) a Yasmin, Sasha, Jade y Chloe.
Al día siguiente, Dylan, Sasha y Jade tratan de convencer a Yasmin de que participe en el Concurso de Talento del instituto, pues es la única que puede derrotar a Meredith, que curiosamente ha ganado cada competencia. Yasmin se resiste en un principio, pero cuando se entera de que el ganador obtendrá una beca y sus amigas le hacen ver que Chloe la necesita, accede, justo después de ese momento llega Chloe y les dice: "Vaya, vaya, pero si son las Bratz." lo cual a Yasmin le parece un buen nombre. El grupo decide llamarse "BRATZ" y comienzan a ensayar arduamente, aunque en uno de sus ensayos, y sin que se den cuenta, Avery las graba y le muestra el video a Meredith. Sabiendo que pueden ganarle en el concurso, decide chantajear a Yasmin con humillar a Chloe y a Jade si participan en el concurso. Para evitar eso, Yasmin deja al grupo, provocando el enojo de sus amigas y la decepción de Dylan. Sin embargo, la oportuna intervención de la madre de Chloe, logra que las chicas se reúnan de nuevo y acudan al concurso, durante el cual todos los concursantes han demostrados talentos ridículos o fallidos. Meredith sale al final cantando un tema terriblemente egocéntrico y aunque el aplauso que recibe al final no es nada alentador, definitivamente pinta como la ganadora. Eso hasta que las Bratz hacen su aparición, dispuestas a participar. Meredith cumple su amenaza y comienza a destapar los secretos de Jade y Chloe, sin embargo, la situación toma un curso distinto, y varios miembros del público comienzan a confesar sus secretos. Las Bratz suben al escenario y cantan "Bratitude", junto a todos los demás alumnos que fueron rechazados por Meredith, dando un excelente show. Al final reciben una ovación de pie y tanto el grupo como Meredith terminan empatados. Esta última recibe el trofeo, pero a las Bratz les ofrecen la beca, la cual Yasmin, Sasha y Jade se la regalan a Chloe porque ella la necesita y prometen ser mejores amigas por siempre y que nada las va a separar otra vez, en ese instante el vicepresidente de MTV se acerca al escenario y felicita a Meredith por su fiesta de 16 años y por su actuación pero después se les acerca a las chicas y les dice que tienen talento de superestrella en todos lados y las invita a un estreno de alfombra roja para que canten una canción de apertura lo cual las chicas aceptan.
En la escena final, se ven las cuatro amigas cantando en el evento, mientras Meredith las observa a lo lejos, resentida.

## Elenco
| Personaje             | Actor/Actriz Original | Doblaje México        | Doblaje España         |
| Yasmin                | Nathalia Ramos        | Marisol Romero        | Cristina Yuste         |
| Jade                  | Janel Parrish         | Liliana Barba         | Isacha Mengibar        |
| Sasha                 | Logan Browning        | Cynthia de Pando      | Pilar Martín           |
| Cloe                  | Skyler Shaye          | Rosalet Estrada       | Inés Blázquez          |
| Meredith Baxter Demly | Chelsea Kane          | Xóchitl Ugarte        | Mar Bordallo           |
| Director Dimly        | Jon Voight            | César Arias           | Desconocido            |
| Quinn                 | Malese Jow            | Alondra Hidalgo       | Belén Rodríguez        |
| Avery                 | Anneliese van der Pol | Angélica Villa        | Silvia Sarmentera      |
| Cameron               | Stephen Lunsford      | Enzo Fortuny          | Jesús Alberto Pinillos |
| Dylan                 | Ian Nelson            | Héctor Emmanuel Gómez | Fernando Cabrera       |

## Personajes
- Yasmin (Nathalia Ramos) posee una hermosa voz y es una excelente cantante, sin embargo, no es capaz de demostrar su talento, ya que sufre de pánico escénico. También practica el periodismo. Al poco tiempo de ingresar al Instituto, Yasmin pierde a sus amigas pues ellas se unen a otros grupos. Vive con su madre Bobbie, su hermano menor, Manny y su numerosa familia; dado su origen latino, suele decir frases en español. De ella destaca su gran amor por los zapatos, llegando a tener una enorme y variada colección de ellos y por ser una gran amiga. La película se centra especialmente en ella pues es la única que no tiene un grupo y se siente aislada por no haber podido entrar al coro de la escuela.

- Jade (Janel Parrish) es una de las chicas más inteligentes del instituto, siendo excelente alumna en las ciencias y las matemáticas, sin embargo, su verdadera pasión es la moda y sueña en convertirse en una famosa diseñadora. Aunque adora a sus padres, ellos desconocen su gran gusto por la ropa ya que quieren que se centre más en los estudios, además de que siempre la hacen vestirse como una nerd. Por eso, Jade se ve obligada a cambiarse siempre de ropa en baños ajenos. Detrás de su armario tiene un compartimiento secreto donde ella misma cose y diseña su propia ropa; su color favorito parece ser el negro. Pertenece al grupo de ciencias.

- Sasha (Logan Browning) es una talentosa bailarina y pertenece al grupo de las Animadoras. Posee una muy buena posición económica y aunque sus padres la consienten mucho, no es nada malcriada (en la película recibe dos tarjetas de crédito como regalo para que se vaya de compras con sus amigas). Dado que sus padres están divorciados, ella tiene custodia compartida y vive unos días en casa de su padre y otros con su madre, aunque eso no impide que los adore a ambos. Tiene la esperanza de que ellos se reconcilien, lo cual hacen al final de la película.

- Chloe (Skyler Shaye) es una experta jugadora de fútbol soccer y como tal, pertenece al grupo de las Futbolistas. Vive con su madre, a quien considera su heroína y ejemplo a seguir. Aunque es muy hábil en el campo de juego, suele ser muy torpe y distraída la mayor parte del tiempo, aunque eso no le impide ser una muy buena amiga. Su madre es chef y prepara banquetes para fiestas, pero aun así está necesitada de una beca escolar ya que ella no vive con su padre y no está muy bien de posición económica. Su madre trabajó alguna vez en la mansión de Meredith como sirvienta, hasta que esta la despidió, dando a entender que Chloe y Meredith ya se conocían desde pequeñas.

- Meredith Baxter Dimly (Chelsea Staub) es la antagonista principal de la película. Es la hija del director y tiene organizada a toda la escuela en grupos. Irónicamente, ella no pertenece a ninguna pandilla. Se cree la chica más popular del instituto y piensa que todos los alumnos la idolatran, sin embargo es sumamente egocéntica, odiosa, manipuladora y no tolera que nadie sea mejor que ella; al ser millonaria, está acostumbrada a obtener todo lo que quiere. Su más grande sueño es ser una artista famosa, aunque sus canciones siempre reflejen su enorme ego, lo que la vuelve una rival directa con Yasmin. Tiene una hermana menor, Cherish, a quien no soporta. Tras la llegada de las Bratz, se verá amenazada su posición de "Reina del instituto" y hará de todo por hundirlas.

- Cherish Baxter Dimly (Emily Rose Everhard) es la hermana menor de Meredith. Con su aguda personalidad, es capaz de cerrarle la boca a su hermana al decirle sus verdades y lo único que tienen en común es el ADN. Independiente y de buen corazón, suele ser el blanco de las humillaciones de Meredith pero nunca se deja hundir. Es cercana a su padre y lo quiere mucho. Es el interés romántico de Manny, aunque ella no le hace mucho caso.

- Director Dimly (Jon Voight) es el director del Instituto. Es muy tranquilo, sumiso y altamente manipulable. Tiene una debilidad especial por su hija Meredith ya que la adora y mima en exceso, aunque parece no estar consciente de las maldades que ella hace, o simplemente las ignora. Se demostró que se preocupa y adora de igual manera a Cherish aunque ella si lo respeta.

- Cameron (Stephen Lunsford) es el compañero de Meredith y en un principio le ayudaba a clasificar a los nuevos alumnos en sus respectivas pandillas. Nada más verla, se siente inmediatamente atraído hacia Chloe, lo cual no le gusta para nada a Meredith, ya que esta lo ama. Está en el equipo varonil de fútbol soccer, lo cual lo acerca más a Chloe. Al final se hacen novios.

- Dylan (Ian Nelson) es un jugador de fútbol americano. Sufre de sordera pero puede entender perfectamente a la gente leyendo sus labios. Su pasión es tocar música, pero debido a su condición, se siente incapaz de interpretarla. Se va enamorando de Yasmin cada vez más, aunque ella no sienta lo mismo hasta mucho después, cuando casi lo besa. Al final se da a entender que se hacen novios.